# هنري هولمز (عسكري)
هنري هولمز (بالإنجليزية: Henry Holmes)‏ هو عسكري أمريكي، ولد في 12 أكتوبر 1827 في توسان في الولايات المتحدة، وتوفي في 5 مارس 1865 في يوما في الولايات المتحدة.